# Futbolista africana de l'any
Futbolista africana de l'any és un premi anual que es concedeix a la millor jugadora de futbol del continent africà. L'atorga la Confederació Africana de Futbol (CAF) al desembre de cada any. El premi es va lliurar per primera vegada l'any 2001 i la futbolista que l'ha guanyat més vegades és la nigeriana Asisat Oshoala, que l'ha obtingut cinc vegades. Abans que ella, la també nigeriana Perpetua Nkwocha comptava amb quatre guardons.

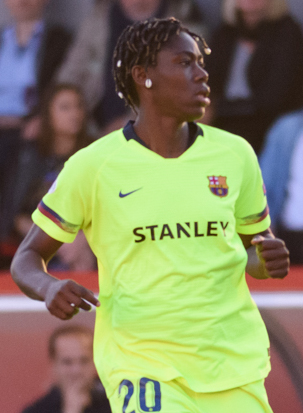
Asisat Oshoala, guanyadora de cinc premis Futbolista africana de l'any

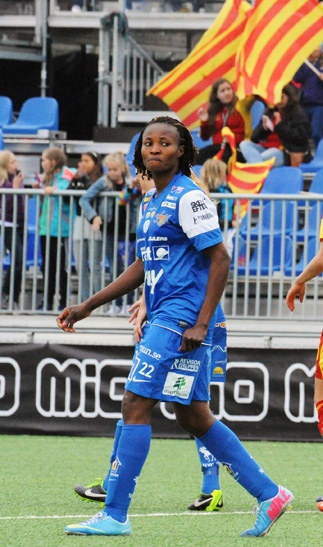
Perpetua Nkwocha posseeix quatre premis Futbolista africana de l'any

## Guanyadores
- 2001[5] – Mercy Akide, Nigèria
- 2002[6] – Alberta Sackey, Ghana
- 2003[6][7] – Adjoa Bayor, Ghana
- 2004[6] – Perpetua Nkwocha, Nigèria
- 2005[6] – Perpetua Nkwocha, Nigèria
- 2006[8] – Cynthia Uwak, Nigèria
- 2007[9] – Cynthia Uwak, Nigèria
- 2008[10] – Noko Matlou, Sud-àfrica
- 2009[11] – no atorgat
- 2010[12] – Perpetua Nkwocha, Nigèria
- 2011[13] – Perpetua Nkwocha, Nigèria
- 2012[14] – Genoveva Añonma, Guinea Equatorial
- 2013[15] – no atorgat
- 2014[16] – Asisat Oshoala, Nigèria
- 2015[17] – Gaëlle Enganamouit, Camerun
- 2016[18] – Asisat Oshoala, Nigèria
- 2017[19] – Asisat Oshoala, Nigèria
- 2018 – Thembi Kgatlana, Sud-àfrica
- 2019 – Asisat Oshoala, Nigèria
- 2022[20] – Asisat Oshoala, Nigèria

## Guanyadores múltiples
* Les jugadores en negreta estan actives actualment
| Jugadora         | Guanyadora |
| ---------------- | ---------- |
| Asisat Oshoala   | 5          |
| Perpetua Nkwocha | 4          |
| Cynthia Uwak     | 2          |

## Premis guanyats per nacionalitat
| Nació             | Guanyadores |
| ----------------- | ----------- |
| Nigèria           | 12          |
| Ghana             | 2           |
| Sud-àfrica        | 2           |
| Camerun           | 1           |
| Guinea Equatorial | 1           |